# Astochia flava
Astochia flava là một loài ruồi trong họ Asilidae. Astochia flava được Scarbrough trong Scarbrough & Biglow miêu tả năm 2004. Loài này phân bố ở miền Ấn Độ - Mã Lai.